# Wunibald (Vorname)
Wunibald ist ein althochdeutscher männlicher Vorname.

## Herkunft und Bedeutung
Wunibald ist eine Ableitung von Winibald und bedeutet "Freund" und "kühn". Namenstag ist am 15. Dezember und 18. Dezember.

## Bekannte Namensträger
- Wunibald (701–761), Gründer und erster Abt des Klosters Heidenheim
- Wunibald Maria Brachthäuser (1910–1999), deutscher katholischer Geistlicher
- Wunibald Braun (1839–1912), deutscher Industrieller
- Wunibald Briem (1841–1912), österreichischer Komponist
- Wunibald Deininger (1879–1963), österreichischer Architekt
- Wunibald Kamm (1893–1966), deutscher Ingenieur und Aerodynamiker
- Wunibald Müller (* 1950), deutscher Schriftsteller und katholischer Theologe
- Wunibald Puchner (1915–2009), deutscher Architekt
- Wunibald Talleur (1901–1975), deutscher Franziskaner
- Wunibald Waibel OSB (1600–1658), Abt der Reichsabtei Ochsenhausen